# Новопокровка (Магдагачинский район)
В Амурской области также есть Новопокровка в Архаринском районе и Новопокровка в Ивановском районе.
Новопокро́вка — село в Магдагачинском районе Амурской области России. Входит в состав Тыгдинского сельсовета.

## География
Расположено в 7 км к северо-востоку от центра сельского поселения, села Тыгда, на автодороге областного значения Тыгда — Зея. Федеральная трасса Чита — Хабаровск проходит в 7 км к северо-востоку от села.

## Население
| 2002 | 2010 | 2012 | 2013 | 2014 | 2015 | 2016 |
| ---- | ---- | ---- | ---- | ---- | ---- | ---- |
| 15   | ↘0   | →0   | →0   | →0   | →0   | →0   |
| 2017 | 2018 | 2021 |      |      |      |      |
| →0   | →0   | →0   |      |      |      |      |